# يو إف سي ليلة القتال: دياز ضد جيلارد
يو إف سي ليلة القتال: دياز ضد جيلارد (بالإنجليزية: UFC Fight Night: Diaz vs. Guillard)‏ هو حدث لفنون القتال المختلطة نظمته يو إف سي، أُقيم في 16 سبتمبر 2009، على مركز مؤتمرات كوكس في أوكلاهوما سيتي، أوكلاهوما، الولايات المتحدة.